# Personalitățile comunei Racovița
Acest articol dezvoltă o secțiune Personalitățile comunei Racovița a articolului principal, comuna Racovița, Sibiu.
|  |  |  |  |
|  |  |  |  |
|  |  |  |  |

Comuna Racovița, județul Sibiu așezată la confluența a trei mari regiuni istorice ale României: Țara Oltului, Mărginimea Sibiului și Țara Loviștei, aflându-se la granița dintre Țara Românească, Regatul Ungariei și mai apoi Imperiul Austro-Ungar, a dat începând din secolul al XIX-lea o serie de personalități locale care și-au pus amprenta pe viața socială, culturală, religioasă și mai ales pe începuturile organizării învățământului școlar românesc din Transilvania, într-o perioadă de efervescență a identificării naționale marcată de Revoluția Română din 1848. Astfel, s-au remarcat membrii familiei de preoți greco-catolici Florianu, ofițerii Dionisie Drăgoiu, Ioan Măcelariu, Gheorghe Maxim, Dionisie Măierean, Ioan Moldovan care s-au implicat activ în administrarea fondurilor grănicerești alocate dezvoltării școlilor poporale din sudul Transilvaniei. Activitatea culturală a fost intens susținută prin coagularea în jurul Asociației Transilvane pentru Literatura Română și Cultura Poporului Român încă de la înființarea sa, a principalelor minți creatoare ale satului cum au fost pedagogul Moise Panga, Valeriu Florianu, Dionisie Drăgoiu, Dionisie Florianu, Petru Florianu, Liviu Florianu, Gheorghe Maxim. În plus, în Racovița s-a născut cântăreața de operă Florine Călinescu și actorul Tony Vlaicu. Pe plan religios, alături de familia de preoți Florianu s-au remarcat preoții greco-catolici Leonte Opriș și Ioan Moldovan. Racovița a dat armatei austro-ungare o serie de locotenenți, căpitani și un general, Dionisie Florianu. În Primul Război Mondial pentru faptele lor de vitejie, au fost decorați cu medalia „Ferdinand I” Bălan Gheorghe, Timar Gheorghe, Stoica David, Aleman Gheorghe, Murărescu Vasile, Brudar Lazăr, Suciu Chirilă și Popa Victor.
Ca o continuitate, după un secol, a interesului acordat de către oamenii satului învățământului, merită de a fi menționat profesorul Liviu Mănduc, întemeietor, profesor și decan al Facultății de Electromecanică din Cluj (1963 - 1964), întemeietor și prim decan al Facultății de Electrotehnică din Cluj (1964 - 1972).

## Aurel Crișan
Aurel Crișan (n. 27 septembrie 1897 – d. 5 septembrie 1966) și-a făcut studiile elementare în Racovița și la București, iar pe cele militare la Mănăstirea Dealu, București și Iași. Din anul 1917, când a fost avansat la gradul de sublocotenet, a urcat pe treptele ierarhiei militare în mod constant, trecând prin diferite garnizoane din Dobrogea și mai apoi prin Giurgiu, Făgăraș, Sfântu Gheorghe, Câmpina, Sibiu, Timișoara și Cluj.
Între anii 1944 - 1945, ca locotenent-colonel s-a aflat la comanda Regimentului 11 Dorobanți, participând la Războiul Al Doilea Mondial. Pentru faptele de arme a fost decorat cu ordinele „Mihai Viteazu” și „Coroana României”, precum și cu alte decorații sovietice și cehoslovace.
Ca pensionar a trăit la Cluj unde a și decedat la data de 5 septembrie 1966, el fiind înmormântat la Racovița. A fost căsătorit cu o avrigeancă, din căsătorie rezultând o fiică, Ileana, care locuia în anul 2000 la Râmnicu Vâlcea. În ultimii ani de viață, Aurel Crișan a scris mai multe romane cu tentă autobiografică care au rămas în stadiul de manuscris: „Inimi tinere”, „Valuri”, „După două decenii”, „Bastardul”. În toate aceste romane, Aurel Crișan a evocat Racovița și oamenii ei.

## Aurel Florianu

Aurel Florianu - ofițer, capelan militar

Aurel Florianu (n. 5 aprilie 1858, Racovița - d. 22 octombrie 1917, Racovița), a fost cunoscut de către localnici sub numele de „popa Aurel”, fiind al doilea dintre cei șase fii ai parohului greco-catolic Petru Florianu din Racovița, frate cu Valeriu Florianu. Studiile elementare le face la școala din sat, iar pe cele gimnaziale la Blaj, după care urmează teologia la Seminarul central din Budapesta. Reîntors la Blaj, ocupă pentru câtva timp funcția de cancelist mitropolitan, în 23 august 1882 fiind hirotonit ca preot „celibe”. În perioada 1882-1888 a fost profesor suplinitor la Seminarul teologic, profesor la Școala normală precum și prefect la Internatul Vancean.
Preot suplinitor în Tiur, după anul 1888 Aurel Florianu intră în cadrele armatei austro-ungare, îndeplinind funcția de preot militar clasa a II-a în Districtul militar Sarajevo până în anul 1902 când este mutat ca preot militar clasa I-a în Districtul militar al Vienei unde rămâne până în 1910, în acest an pensionându-se. Se retrage în satul natal îndeplinind funcția de preot-paroh până la moartea sa în 22 octombrie 1917. Prin testament, o bună parte din averea sa, Aurel Florianu a lăsat-o Mitropoliei Blajului în vederea acordării unei burse pentru un student român.
Licențiat în litere și filozofie, Aurel Florianu a fost un preot greco-catolic de aleasă cultură, pe care și-a cultivat-o prin desele călătorii pe care le-a făcut în apusul Europei precum și în cele africane de pe coasta Mediteranei. În arhiva familiei sale s-a păstrat o bogată bibliotecă ce i-a aparținut, cuprinzând numeroase cărți cu conținut teologic, de artă și muzică, scrise în limbile de largă circulație europeană. Posesor a numeroase decorații și medalii, printre care și „Crucea de aur cu coroană, pentru merite”, „Popa Aurel” s-a remarcat și prin zelul cu care a contribuit la înzestrarea bisericii greco-catolice din sat cu obiecte de podoabă, icoane, vitralii etc.

## Dionisie Florianu
A fost un general maior în armata austro-ungară, născut la Racovița în anul 1856, fiul lui Petru Florianu, protopopul greco-catolic al Racoviței. A decedat în anul 1921 la Viena.

## Dionisie Drăgoiu

Căpitanul Dionisie Drăgoiu

Născut în 1802 dintr-o familie de grăniceri, după absolvirea Școlii comunale germane din Racovița, și-a continuat studiile la „Școala normală” a Regimentului I grăniceresc român de la Orlat, după absolvirea căreia, la vârsta de numai 17 ani, a fost încadrat ca soldat în cadrul Companiei a VII-a din Racovița. Folosit apoi ca furier de companie, urcă în grad, în 1838 fiind deja sublocotenent în cadrul Companiei a IX-a de la Lisa. Ulterior va activa în cadrul Companiilor a X-a și a VIII-a și în cadrul batalionului din Vaida-Recea. În ziua de 16 februarie 1849 a fost avansat la gradul de căpitan clasa a II-a, grad cu care a condus grănicerii în zilele de 14 și 15 martie 1849 în apărarea podului de la Avrig.
S-a pensionat la 1 mai 1850 și s-a stabilit în sat, dedicându-se până la sfârșitul vieții în 1879, luptei pentru apărarea drepturilor foștilor grăniceri, contribuind direct la înființarea cunoscutelor „Școli grănicerești” susținute din fondurile fostului regiment orlățean. Ani de-a rândul a îndeplinit funcția de președinte al Eforiei școlare precum și cea de curator-primar al bisericii greco-catolice din localitate. Dionisie Drăgoiu a fost căsătorit cu Maria Paul, fiică de ofițer al regimentului, fără a avea urmași direcți. A înfiat însă o nepoată din partea soției, pe nume Tereza, care a devenit soția învățătorului Gheorghe Dănilă.

## Dionisie Măierean
Dionisie Măierean (n. 1849, Racovița - d. 27 noiembrie 1910, Sibiu) a făcut studiile elementare în Racovița, pe care le-a continuat la Școala Normală din Vaida - Recea. Ulterior a absolvit cursurile Institutului de educație militară din Camenița, de unde a trecut la Școala de artilerie din Cracovia unde a studiat trei ani. A frecventat mai apoi cursurile la Școala de cadeți de artilerie din Viena unde a primit gradul de cadet la data de 1 noiembrie 1873.
Cu gradul de locotenent a participat la campania din Dalmația din 1878 în cadrul Batalionului de artilerie și fortificații nr.12, după care a fost decorat și avansat la gradul de locotenent-major. Dionisie Măierean a rămas în cadrele armatei austro-ungare până în anul 1884, după care s-a stabilit la Sibiu, unde a avut funcții cum ar fi „diurnist notariale”, „geometru” și cea de „ajutor de inginer”. A decedat la Sibiu, în ultimii doi ani de viață activând ca membru supleant în Comitetul administrativ al fondului școlastic grăniceresc. Dionisie Măierean a fost căsătorit cu Leopoldina Kubsch din Sibiu cu care a avut două fiice: Ana și Gizela care la rândul lor nu au avut urmași.

## Eleonora Trașcă
Eleonora Trașcă (n. 6 noiembrie 1912, Racovița - d. 11 septembrie 1985, Sibiu) a fost fiica fostului învățător-diriginte din Racovița, Mihai Ogreanu. A făcut studiile elementare sub directa îndrumare a tatălui său după care a urmat cursurile liceale la Liceul de fete greco-catolic din Blaj. A făcut studii universitare la Dijon, în Franța și mai apoi la Universitatea din Cluj, fiind licențiată în limba și literatura franceză. A predat la diferite școli și licee din Sibiu, între anii 1948 - 1951 predând și la Școala generală din Racovița.
Din căsătoria cu inginerul Trașcă Laurean au rezultat două fete, ambele născute în Racovița: Laura-Letiția și Ana Maria. Profesoara Eleonora Trașcă a decedat la Sibiu, fiind înmormântată la Racovița, alături de sora sa Letiția-Ana, licențiată și ea a Universității din Cluj în specialitatea geografie-istorie, stinsă însă din viață doar la 27 de ani.

## Florine Călinescu
Floarea Călin cunoscută cu pseudonimul Florine Călinescu (n. 6 aprilie 1878, Racovița, Sibiu - d. 1966, Paris) a fost cântăreață româncă de operă la Paris. Cariera artistică la București, unde își schimbă numele în Florine Călinescu. Lucrează în colective bucureștene și la Galați. Pleacă în Franța, stabilindu-se la Paris, unde ajunge cântăreață de operă. După pensionare ține o pensiune pentru studenții din apropierea Sorbonei. Înfiază o nepoată din Racovița, căreia îi dă numele Flora Călinescu, și care va urma studii medicale în Anglia și la Paris, devenind medic stomatolog. Căsătorită cu medicul spaniol Filip Cayuela. A profesat în Alger. După pensionare se stabilește la Toulon.

## Gheorghe Bobanga
Gheorghe Bobanga (n.2 octombrie 1888 - d.18 februarie 1979) a fost fiul măcelarului Nicolae Bobanga și al săliștencei Elena Moraru. Și-a făcut studiile elementare la „Școala grănicerească” din sat urmând mai apoi cursurile gimnaziale și pedagogice la Sibiu, Blaj și Deva. A fost învățător în Șoroștin, Sâncel, Chinciuș și Brusturi.
În primul război mondial a fost mobilizat și trimis pe front în Galiția, unde a căzut prizonier. S-a întors în țară în 1917 și s-a înrolat ca voluntar în cadrul regimentului 2 Alba Iulia. Fiind demobilizat în anul 1920 și-a defășurat activitatea profesională ca învățător-director la școala primară din Ucea de Jos de unde se transferă în 1922 în aceeași funcție la Arpașu de Jos.
Pentru activitatea sa desfășurată în Corpul voluntarilor ardeleni și bucovineni, sublocotenentul Gheorghe Bobanga a fost decorat în 1932 cu medalia „Ferdinand I, cu spade”.

## Gheorghe Murărescu
Gheorghe Murărescu (n. 1830 – d. 1892) a fost fiul grănicerului Grigore Murărescu, cel care a stat la originea neamului Grigolașilor racoviceni. Gheorghe Murărescu a fost trimis de comandamentul Regimentului I de Graniță de la Orlat să facă studii la Institutul militar de la Năsăud. Sub îndrumarea pedagogului Moise Panga, Gheorghe Murărescu s-a dovedit a fi un elev eminent și a fost un exemplu dat întregului regiment năsăudean.
În anul 1859, având gradul de locotenent-major în cadrul regimentului de infanterie nr.38 de la Seghedin, își dă demisia, gest legat, probabil de căsătoria pe care a încheiat-o doi ani mai târziu cu Carolina Deszkas, din Zerindul Mare. Ulterior a îndeplinit diferite funcții administrative în cadrul Comitetului Zarand, unde limba oficială era cea română. A îndeplinit de asemenea și funcția de notar în Baia de Criș, Rișculița și Țebea. A fost un prieten apropiat al lui Avram Iancu pe care l-a găzduit deseori în locuința sa. S-a stins din viață la Baia de Criș, unde este înmormântat și are și astăzi urmași la București și Sibiu.
```

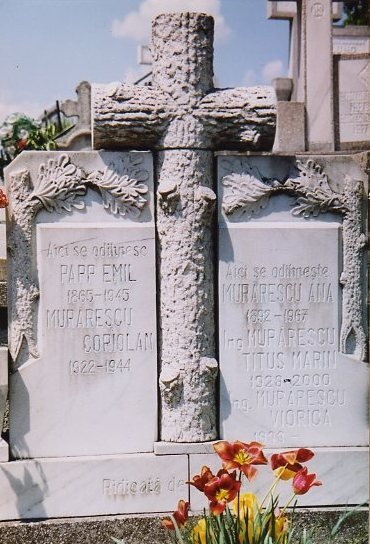
Mormântul Murăreștilor din Brad, Hunedoara

└─o Grigole Murărescu (1799 - 1889) - Ana (1792 - 1856)
  ├─o David (1845 - 1907) - Sofia Stoica (1858 - 1927) 
  └─o 
Gheorghe Murărescu
 (1830 - 1892) și Carolina Deszkas (1842 - 1916)
    ├─o Valeria (1861 - 1940)
    ├─o Cornel (1864 - 1919)
    ├─o Gabriela (1866 - 1867)
    ├─o Iustinian (1867 - 1920)
    ├─o 
Ghizela
 (1869 - 1940)
    ├─o Matilda (1871 - 1876)
    ├─o 
Coriolan
 (1876 - 1927) și 
Ana Pop
 (1892 - 1967)
    │ ├─o 
Coriolan
 (1922 - 1944)
    │ ├─o Emil (1923 - 1988) și Elena Tipuriță
    │ │ └─o Marcela (1963 - ?) și Nicolae Frățilă
    │ │   └─o Mircea (1988 - ?)
    │ └─o 
Marin Titus
 (1928 - 2000) și 
Viorica
 (1933 - ?)
    │   ├─o Dragoș (1964 - ?)
    │   └─o Bogdan Mihai (1967 - ?) și Cristina (1967 - ?)
    │     └─o Alexandra-Michael (2005 - ?)
    ├─o Gheorghe (1878 - 1879)
    └─o Elvira (1881 - 1882)
```

## Gheorghe Maxim
Gheorghe Maxim (n. 18 mai 1832, Racovița - d. 25 octombrie 1901, Sibiu) a fost un maior român, frate mai mic al locotenentului Ioan Maxim. Studiile elementare le face la școala grănicerească din Racovița, iar pe cele normale la Orlat și Blaj. Încorporat în rândurile Regimentului de la Orlat, după anul 1849 el este trimis pentru a urma cursurile Școlii de matematică de pe lângă Regimentul 13 de grăniceri bănățeni, din Caransebeș. Doi ani mai târziu este prezent din nou în Regimentul orlățean, urmând școala militară a acestuia al cărui absolvent este în promoția 1852-1853.
În anul 1854 frecventează și cursurile Școlii centrale de scrimă a armatei, timp în care este avansat la gradul de locotenent clasa a II-a. Anul următor este avansat la gradul de locotenent clasa I-a, pe lângă serviciul de companie, fiind folosit și ca profesor la „Școala de cadeți” a regimentului.
În anul 1859, are gradul de locotenent major și ia parte la campania din Italia, la luptele de la Palestro, Magenta precum și la asediul Veneției din 1860, unde avea gradul de căpitan clasa I-a. În cadrul Regimentului nr.46 rămâne până în anul 1879 când este transferat la Regimentul de infanterie nr.50 din Alba Iulia, cu gradul de maior. În anul 1883 este trecut în rezervă, un an mai târziu fiind deja pensionar în Sibiu.
Prietenia cu vechiul său tovarăș de arme, colonelul David Urs de Margina, pensionat și el la vârsta de 49 de ani, îl determină să se alăture la conducerea Comitetului administrativ al Fondului Școlastic grăniceresc ca vicepreședinte în 14 ianuarie 1884. Gheorghe Maxim rămâne în această funcție până în 1887 când se retrage din motive de sănătate.
La data de 3 iunie 1892, maiorul Maxim a fost distins cu titlul de „nobil de Höchstemberg”, titlu pe care îl va purta și fiul său Ernest care la sfârșitul primului război mondial avea gradul de maior în regimentul nr.71 infanterie din Trencsen.
Pe plan cultural, Gheorghe Maxim a fost membru supleant al Comitetului Central al Astrei precum și membru ordinar al acesteia.
Gheorghe Maxim a decedat în data de 25 octombrie 1901 la Sibiu, din necrologul său publicat cu acest prilej rezultând că a fost posesorul mai multor decorații militare și că a fost înmormântat în cimitirul militar din oraș. Soția sa, Ernestine - Therese Braiditsch originară din Görz, în anul 1911 mai locuia încă în orașul de pe malul Cibinului.

## Ioan Ivan

Inginerul Ioan Ivan

Născut în 3 octombrie 1875, Ioan Ivan îsi face studiile liceale la Sibiu și mai apoi Facultatea de Agronomie din Viena, fiind astfel primul inginer „diplomat” ridicat din rândurile racovicenilor.
A condus Domeniile Mitropoliei greco-catolice a Blajului și ulterior pe cele ale Coroanei de la Studina. A murit la Studina în urma unui accident.

## Ioan Maxim
Ioan Maxim (n. 1825, Racovița - d.1865, Racovița), a fost cel de al doilea ofițer racovicean cunoscut al Regimentului orlățean. A fost încorporat în 1842 participând la campania din 1848-1849 pe care a început-o cu gradul de caporal și pe care a terminat-o cu cea de plutonier. Între anii 1851-1853 a făcut parte din rândurile Regimentului de infanterie nr.46, cu gradul de sublocotenent clasa a II-a.
Pensionat în 1854 a fost folosit la comanda Districtului militar din Transilvania și ulterior la Comanda generală din Sibiu. Ioan Maxim a militat activ pentru respectarea drepturilor foștilor grăniceri, pentru progresul școlii și pentru construirea bisericii actuale.

## Ioan Măcelariu
Notarul Ioan Măcelariu (n.1810(?), Racovița - d. 1901(?), Apoldu de Jos), după unii autori, a fost fiul unui „militaneus miles” (soldat, grănicer), sau al parohului Ioan Fleischer-Măcelaru, după alții. Studiile liceale le face la Sibiu și apare în documente ca notar al satului începând din anul 1855 cu o absență în perioada 1867-1868 când este menționat ca notar în Sadu și Apoldu de Jos.
În cazul în care a fost fiul parohului local, a locuit în casa veche a locuitorului Iordan Ionuș, o altă proprietate a sa constituind-o actuala gospodărie a lui Rusu Mihai de pe „Ulița Donului”. Unul din urmașii săi, Ioan, cunoscut în sat sub numele de Nițu, în 1912 avea gradul de căpitan-locotenent în cadrul Regimentului nr.29 artilerie de câmp cu garnizoana în Iaroslav, iar mai apoi pe cel de maior în garnizoana de la Arad.
Activitatea sa social-culturală s-a desfășurat nu numai pe plan local ci și în cercurile sibiene. Figurând printre primii membrii ordinari ai Astrei, a colectat pentru această instituție diferite sume de bani din satele Mărginimii Sibiului. În 1861 a participat la lucrările Conferinței naționale de la Sibiu, susținând drepturile și doleanțele românilor transilvăneni.
Ioan Măcelariu a fost un fervent susținător al Școlilor grănicerești, în anul 1891 participând în calitate de delegat al Comitetului administrativ al Fondului școlastic la examenul de vară al școlii, donând suma de 5 florini pentru premierea elevilor.

## Liviu Mănduc
Liviu Ion Mănduc (n. 15 septembrie 1909, Viștea de Sus – d. 1999) a fost un inginer român, întemeietor, profesor și decan al Facultății de Electromecanică din Cluj (1963 - 1964), întemeietor și prim decan al Facultății de Electrotehnică din Cluj (1964 - 1972).

## Ioan Moldovan
Ioan Moldovan (n. 1812, Chirileu – d. 18 ianuarie 1850, Racovița), face studii teologice la Blaj. Între anii 1843 - 1846 a îndeplinit funcția de capelan al bisericii greco-catolice din Făgăraș. În acest din urmă an, intră în conflict cu vicarul Chirilă, care renunță la serviciile sale. În aceste împrejurări Ioan Moldovan se adresează episcopului Ioan Lemeni, aducându-i la cunoștință că „cu peste voia domniei sale, a-i slugări nice nu pot dar nici nu vreau” și solicită să i se încredințeze spre păstorire parohia Racovița, pe care anterior o refuzase. Are o bogată activitate revoluționară la revoluția din 1848 (vezi). La data de 16 iunie 1847, la cererea Regimentului I de Graniță de la Orlat a fost numit ca paroh în sat, unde a rămas până la 18 ianuarie 1850, când s-a stins din viață în vârstă de numai 38 de ani.

## Leonte Opriș

Leonte Opriș

Leonte Opriș (n. 4 septembrie 1889, Dridif, comitatul Făgăraș – d. 21 ianuarie 1968) a fost un preot greco-catolic, notar, profesor, custode al Muzeului Unirii din Alba Iulia. El este urmașul unei familii de preoți care și-a pus amprenta pe viața satului Dridif din Țara Făgărașului. Astfel, Petru Oprișiu stăbunicul său, a fost preot în perioada 1842 - 1848, în acest ultim an fiind bătut de către cătanele imperiale pe motivul participării sale la revoluție, incident care i-a cauzat ulterior moartea. Acestuia i-au urmat Petru Oprișiu junior în perioada 1852 - 1875 și, mai apoi, Iosif Oprișiu (1877 - ?), din a cărui căsătorie cu Rafira Streza s-a născut Leonte.
Leonte Opriș s-a căsătorit cu fiica protopopului Valeriu Florianu din Racovița, Felicia-Dorina (n.08/feb/1896 - Racovița - d.06/feb/1966 - Alba Iulia). Felicia este înmormântată în cavoul familiei Florianu din Racovița alături de părinții ei și frații tatălui său, de Petru Florianu, generalul-maior Dionisie Florianu și de Aurel Florianu.
Leonte a făcut studii gimnaziale și teologice la Blaj, fiind hirotonit ca preot la data de 5 septembrie 1914 după care a funcționat ca preot militar. În perioada 1914 - 1918, a fost administrator al parohiei Hamba, județul Sibiu. Ca preot titular a servit în Racovița din 12 august 1917 și până în 2 februarie 1919, când a fost încorporat ca preot militar la un regiment de obuziere din Cluj. În perioada 1916 - 1918 a fost deportat în Ungaria, ca „indezirabil”. Imediat după Primul Război Mondial, în perioada 1918-1921, a fost primul notar al Racoviței din noua Românie unită și a organizat cu „Gărzile Naționale Române” protecția racovicenilor în starea de anarhie generalizată a sfârșitului de război. Leonte Opriș a condus delegația comunală trimisă la Marea Adunare Națională de la Alba Iulia din 1 decembrie 1918. În anul 1919 Consiliul Dirigent din Sibiu îl numește profesor al Liceului „Mihai Viteazu” din Alba Iulia, prin circulara nr. 17021 din același an, stabilindu-se aici începând cu anul 1921. La acest liceu predă istoria, latina, româna chiar și matematica, luându-și astfel atestatul de profesor secundar la Universitatea din Cluj. Este trimis adeseori în diferite orașe, cu scopul urmăririi și întăririi învățământului românesc: Petroșani, Gheorghieni, Salonta Mare, Dumbrăveni etc., revenind la Alba Iulia ca urmare a unui Ordin Ministerial de retragere a sa cu nr. 160220/1944.

Mormântul lui Leonte Opriș din incinta curții bisericii din Racovița

Sub conducerea profesorului Leonte Opriș, în 1919 se constituie Societatea de lectură „George Coșbuc” a elevilor din cursul superior, tot în acest an școlar a luat ființă în Alba Iulia „Cohorta de cercetași «Axente Sever»”, Centuria I a Liceului „Mihai Viteazul”.
În perioada 1920 - 1921, Leonte Opriș a pus bazele Școlii de Ucenici din Alba Iulia, fiind directorul internatului acesteia ca membru al Comitetului Societății Meseriașilor și membru în conducerea Cohortei de cercetași „Axente Sever”. În perioada 1928 - 1932, Leonte Opriș își aduce aportul la organizarea Muzeului Unirii din Alba Iulia fiind demn urmaș al marilor personalități ce au fost custozi și directori ai acestei instituții, cum au fost Enea Zeflean (1919-1920), Virgil Cucui (1920-1921) și Iosif Magyarosi (la secția arheologie, 1929). Având funcția de „custode director” publică anuarul „Muzeul Unirii. Călăuză pe anii 1929-1930”, Alba Iulia, 1931. Această publicație reușește să coaguleze interesul, privind patrimoniul acestei instituții, al cetățenilor români, maghiari, evrei și germani cu meserii și preocupări din cele mai diverse cum ar fi canonici, medici, preoți și profesori, funcționari și chiar episcopi.
În ultimele două decenii de viață, Leonte Opriș se confruntă cu evenimente dramatice:
- a fost anchetat deseori pentru refuzul său de a trece la ortodoxism, el slujind în clandestinitate pentru credincioșii greco-catolici rămași fideli Bisericii Române Unite interzise de autoritățile comuniste.[67]
- handicapul fiului său, Dorin-Mircea Opriș, care și-a pierdut în copilărie ambele mâini. Acesta a reușit totuși să-și termine studiile juridice, scriind și pictând cu gura și picioarele, Dorin făcând chiar și detenție politică. Copilul său Marcel Opriș născut dintr-o căsătorie nereușită, fiind abandonat, locuiește astăzi în satul Galtiu.

În ultimii ani de viață, neavând nici măcar o pensie, Leonte Opriș păștea vacile și oile prin șanțurile de la periferia orașului Alba Iulia, recitând în latină „Tristele” de Publius Ovidius Naso. Din acest motiv prolecultiștii l-au considerat nebun și l-au lăsat în pace. A murit în 21 ianuarie 1968, fiind împărtășit de franciscanul Aron Vivaldus. A fost înhumat alături de soția sa lângă biserica din Racovița.
Vezi și:
- Valer Petru Olea ---- „IN MEMORIAM Preotul - Profesor - Leonte Opriș”  / Articol preluat de la www.muzeuluniialba.ro[nefuncțională]
- Leonte Opriș: Despărțământul Alba-Iulia al "Astrei" : 10 ani de activitate culturală în județul Alba : dare de seamă - 	Alba Iulia: Tip. Sabin Solomon, [1931]

## Ioan Trif
Ioan Trif (n. 1832, Racovița - d. 10 noiembrie 1903, Cluj) a fost cunoscut în sat cu supranumele de „Barbă Ruptă”, ca urmare a unui accident produs prin armă de foc, el fiind fiul pădurarului Ioan Trif. El a urmat cursurile Liceului Gheorghe Lazăr din Sibiu și a îndeplinit diferite funcții administrative la Sibiu, ca notar în Porcești și mai apoi cea de „oficial regesc de poștă” la Cluj.
În perioada anilor 1879 - 1896, cu mici întreruperi a îndeplinit funcția de președinte al Eforiei școlare locale, militând pentru progresul școlii dar și pentru ridicarea actualei biserici. La moartea sa, a lăsat o parte din averea sa pe seama înființării unei biblioteci poporale în Racovița iar o alta, pe seama acordării de burse elevilor racoviceni dornici a urma cursurile altor școli sau de a îmbrățișa o meserie.

## Liviu Florianu
Liviu Florianu (n. 21 august 1893, Racovița - d. 12 mai 1973, Racovița) a fost primul născut în familia Valeriu Florianu, racovicenii numindu-l „Domnu - Livi”. Ca majoritatea înaintașilor săi, a făcut studiile elementare în Racovița și pe cele gimnaziale la Blaj și la Brașov unde și-a luat examenul de maturitate în sesiunea mai - iunie 1913. De aici, de la Brașov, a trimis spre publicare la revista Luceafărul din Oradea o poezie cu puternice influențe eminesciene, denumită „Cântec”. Liviu Florianu a înființat la Brașov, la Liceul Andrei Șaguna prima cohortă de cercetași numită „Virgil Onițiu”. Cu această cohortă de cercetași a depus jurământul în luna iunie 1913 în fața directorului liceului și a lui Valeriu Braniște.
Din toamna anului 1913 urmează cursurile de teologie de la Blaj sub conducerea profesorului Alexandru Borza și a activat cohorta de cercetași care au purtat numele „Simion Bărnuțiu”. În paralel a frecventat la Blaj cursurile libere de pictură organizate de către profesorul Antonius Zeiler, devenind astfel un bun peisagist a cărui tematică principală a fost cu precădere Racovița și oamenii ei.
Liviu Florianu împreună cu fratele său Ovidiu Florianu și Valeriu Florianu au luptat în primul război mondial la luptele ce s-au purtat Turnu Roșu în septembrie 1916 în cadrul Diviziei 13 infanterie (vezi Istoria comunei Racovița) și ca urmare s-a retras cu trupele armatei române la Iași, participând activ la activitatea de recrutare a Corpului de voluntari ardeleni înființat la Darnița și, mai apoi, au luptat la Mărășești și Oituz în cadrul regimentului „Avram Iancu”. Din aceasta cauză a fost condamnat de către autoritățile maghiare în contumacie ca trădător de patrie. A fost demobilizat în anul 1919 și a urmat un curs pregătitor de profesori, curs organizat pe lângă Universitatea din Cluj. Ca urmare a fost încadrat ca profesor practicant (secundar) la Liceul „Timotei Cipariu” din Dumbrăveni la data de 5 octombrie 1919. Aici a predat în perioada 1919 - 1923 desenul artistic, matematica, gimnastica, geometria, caligrafia, tâmplăria, modelajul și chiar legătoria de cărți. Pe lângă activitatea didactică a îndeplinit și funcția de prefect de studii la internatul liceului. Tot aici, a înființat Cohorta de cercetași „Timotei Cipariu” care în anul 1921 număra 288 de membri. În calitatea de conducător a cohortei de cercetași a participat la serbările aniversării zilei de 3/5 mai 1848 organizate la Blaj, în fruntea a 120 de elevi. Similar, a condus la București opt elevi la un concurs organizat de Societatea științifică literară „Tinerimea Română”. Pentru meritele sale a fost decorat cu „Virtutea cercetășească”. În paralel a predat cursuri la Școala tehnică de aviație din Mediaș și a fost președintele Despărțământului local al Uniunii foștilor voluntari.
În toamna anului 1923, Liviu Florianu a fost detașat la Racovița, unde a preluat conducerea Școlii inferioare de arte și meserii, recent înființată, unde a predat geometria, desenul și contabilitatea. La această școală a satului a înființat cohorta de cercetași cu numele „Suru”.
În perioada 1931 -1953 a îndeplinit funcția de profesor de desen și caligrafie la Liceul „Gheorghe Lazăr” din Sibiu, perioadă în care a activat și în calitate de conferențiar sătesc al Astrei. Între anii 1924 - 1940 a funcționat ca preot disponibil și cooperator, iar între anii 1928 - 1948 a fost secretar al Comitetului Fondului Scolastic grăniceresc din Sibiu. Liviu Florianu a decedat în 12 mai 1973, în Racovița și este înmormântat în curtea bisericii, alături de tatăl său Valeriu Florianu.
Liviu Florianu a fost căsătorit cu Nadejda Ian din Cetatea Albă (n. 3 iulie 1899 - d. 15 mai 1969). Cu această femeie de frumusețe rară, căreia toți racovicenii îi spuneau „Rusoaica”, a avut doi copii, amândoi devenind medici:
- Primul, Liviu (Livicel) s-a născut la Dumbrăveni în 26 februarie 1920 și a fost căsătorit de două ori, prima dată cu Elena Manoil din Tighina cu care a avut o fată Mariana căsătorită cu preotul Liviu Bunea din Sibiel. A doua căsătorie a fost cu Maria Aron din Săcădate cu care a avut o fată Florina-Ligia de profesie medic.[70]
- Al doilea băiat Eugen (Geni), căsătorit cu Steluța Moldovan din Laz cu care a avut o fată, Liana-Carmen, medic. Geni a decedat la data de 29 septembrie 1983, familia Florianu stingându-se din lipsă de descendenți pe linie bărbătească.[70]

## Victoria Murărescu

Victoria Murărescu

Prozatoarea și eseista Victoria Murărescu (Guțan) s-a născut la 7 octombrie 1949 în comuna Racovița, județul Sibiu și este membră a Uniunii Scriitorilor din anul 2003. A fost căsătorită cu criticul și istoricul literar Ilie Guțan cu care are doi copii: Manuel și Sabin.
Studiile elementare le-a făcut la școala din Racovița în perioada 1956 - 1963 după care a urmat cursurile Liceului teoretic din Avrig între anii 1963 - 1967. A terminat în promoția anului 1972 cursurile Facultății de Limba și Literatura Română din cadrul Universității București. În prezent este profesoară de limba română a Liceului de Artă din Sibiu.
Publicații:
- Iarba Morții (roman - debut editorial), Biblioteca Ephorion, Sibiu, 1995
- Anonimus (roman), Editura Imago, Sibiu, 2000
- Volbura (roman), Editura Imago, Sibiu, 2002
- coautor cu Ilie Guțan - Ion Creangă. Trepte ale receptării operei, Editura Alma Mater, Sibiu, 2003

Distincții/Premii:
- Diploma „Gheorghe Lazăr” clasa I-a, acordată de Ministerul Educației și Cercetării, 2006
- Premiul pentru critică și istorie literară al Uniunii Scriitorilor din Sibiu / 2003

## Moise Panga
Moise Panga (n. 1804, Racovița - d. 16 august 1866, Orlat) a fost un pedagog român, fiu de grănicer cu o condiție socială modestă. La vârsta de 19 ani era deja soldat în cadrul Regimentului orlățean precum și învățător la școala trivială din Racovița, unde rămâne până în anul 1828 când este mutat tot ca învățător la Țânțari în apropierea Brașovului, unde era și sediul Companiei a XII-a din Regimentul I de Graniță de la Orlat. Aici se căsătorește cu Ecaterina Popovici. Cotat drept cel mai destoinic învățător de pe teritoriul Regimentului de la Orlat, în 1831 Moise Panga este trimis ca bursier la Institutul pedagogic superior din Lemberg unde învață limba germană, latină și maghiară.

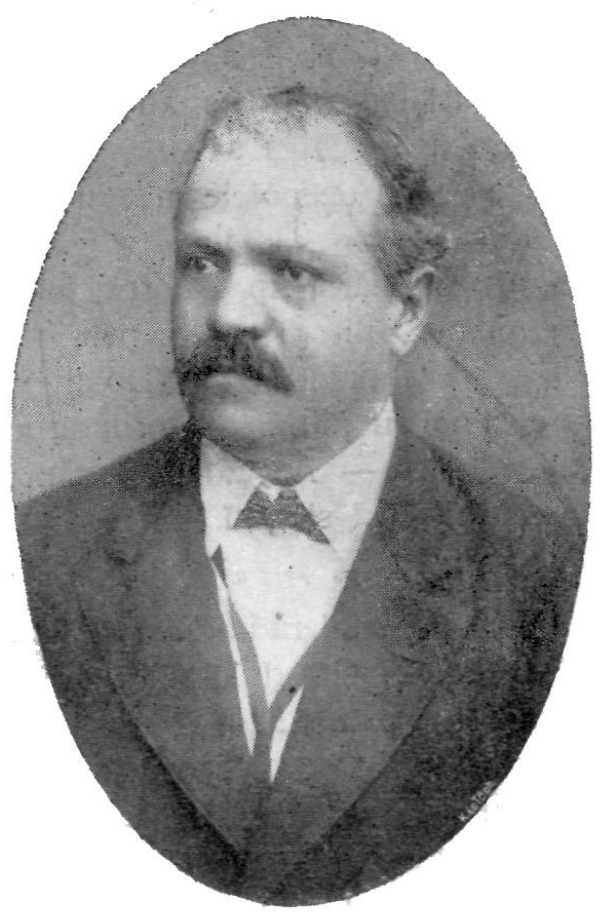
Vasile Petri - elevul lui Moise Panga

După un an de studii, el se întoarce într-un sat din apropierea Sibiului, care nu putea fi decât Veștemul, Orlatul sau Jina, sate aparținând graniței militare. La îndemnul lui Ioan Marian cu care a fost coleg la Lemberg, la data de 18 iunie 1834, Moise Panga se stabilește la Năsăud devenind învățător la renumita „Școală normală” de aici. O dată cu anul 1842 el devine și directorul cursului preparandial de șase luni, înființat pe lângă aceasta. Începând din 1 august 1846 este numit președinte al Comisiei școlare a Regimentului II grăniceresc român, calitate în care a contribuit direct la ridicarea unui mare număr de intelectuali și ofițeri năsăudeni, printre care s-a numărat și renumitul pedagog de mai târziu Vasile Petri.
Din cauza revoluției, în anul 1848 cursurile școlilor năsăudene au fost întrerupte, Moise Panga împreună cu elevii săi participând direct la luptele care s-au soldat cu retragerea colonelului Urban în Bucovina. După înfrângerea revoluției el se întoarce la Năsăud unde, din ordinul guvernatorului țării, feldmareșalul Ludwig Wohlgemuth, redeschide la 31 decembrie cursurile Preparandiei de aici.
„Domnul Panga, directorul școalelor din Regiment, e bărbatul căruia avem a-i mulțumi, nu numai că în Regiment avem dintre frații noștri mai mulți ofițeri și subofițeri, ci și că în mai multe cercuri și anume într-al Reteagului și al Clujului, se aplicară mai mulți școlari de ai domniei sale, în dregătorii civile. Prin virtutea lui se face că în școalele cesarie-regie din Năsăud, avem astăzi profesori numai români, cari propun științele în limba română și germană. Fie numeroase și senine zilele preademnului acestui bărbat.”—„Bucovina” din 19 iulie 1850, p. 23-24; Gazeta Transilvaniei, XV, nr. 66/1852.
O dată cu desființarea regimentelor grănicerești în 1851, paralel cu activitatea didactică, Moise Panga alături ceilalți intelectuali progresiști năsăudeni, a luptat pentru transformarea unor fonduri ale fostului Regiment II grăniceresc român, în „Fond școlastic”, devenind membru în comitetul de administrare al acestuia. Se înțelege că autoritățile maghiare nu vedeau cu ochi buni nici „Comitetul fondurilor grănicerești” și cu atât mai puțin pe membrii săi, participanți activi la evenimentele anilor 1848-1849. Un reprezentant al acestora, Winogrowski, a cerut nici mai mult nici mai puțin, decât spânzurarea membrilor comitetului respectiv: „ca periculoși instigatori împotriva autorităților și răspânditori de idei daco-romane”. În conflict intervine chiar și guvernatorul civil și militar al Transilvaniei, principele Karl Borromäus Schwarzenberg, care deplasându-se personal la Năsăud „a fost înfruntat direct de Moise Panga”.
Situația devenind tot mai încordată, ecoul ei a ajuns până la Curtea împărătească de la Viena, care a trimis în anchetă pe „inspectorul de școale” dr. Carol Festi. Acesta propune ca învățătorii Moise Panga și Vasile Nașcu să fie suspendați din posturile pe care le dețin deoarece dau tineretului exemplu rău' în loc să-l educe în ascultarea necondiționată față de diregătoriile lumești și spirituale, instituite de Dumnezeu!! Propunerea lui Festi este transpusă în practică începând cu data de 15 noiembrie 1856, cu toate că pentru meritele sale deosebite în plan școlar Moise Panga a fost premiat încă din 1843 de către Hofkriegsrath-ul din Viena. Ulterior, prin rescriptul nr.12387 din 8 iulie 1857 al Locotenenței cezaro-crăiești din Sibiu, dascălul Panga este găsit nevinovat și repus în drepturile sale. Ca urmare el se stabilește la Orlat în calitate de director al Școlii normale, al cărui elev fusese în urmă cu o jumătate de veac. Aici leagă strânse prietenii cu intelectualitatea sibiană a vremii: Visarion Roman, asesorul judiciar Ioan Crețu, protopopul Sibiului Ioan V. Rusu, etc. Într-o scrisoare adresată lui Vasile Nașcu și P. Tanco, Moise Panga descrie viața din Mărginime:
„Eu, cu Orlatul, sum îndestulit, cu toate că afară de plată, sunt puține venite; însă cu atât mai mare este îndestulirea(cu cât) nu e nimic ca să te supere ca la Năsăud... Când îmi reamintesc multele neplăceri de care am avut parte, în așa de mulți ani, de la naționaliști și nenaționaliști, pe lângă tot zelul meu nefățărit, mi se zbârlește pârul de scârnăviile câte le-am supt! Plătească Dumnezeu fiecăruia, după vrednicie!”—Moise Panga
O dată cu înființarea Astrei, Moise Panga devine membru ordinar și mai apoi chiar membru de onoare al acestei instituții culturale transilvănene. La apelul lui V. Roman, el a fost printre primii donatori de cărți la biblioteca Asociației, donația sa însumând peste 150 de volume, fapt recompensat cu mulțumirile de rigoare din partea Comitetului central al Astrei.
La Orlat, paralel cu munca de catedră, Moise Panga a desfășurat și o susținută activitate publicistică, cu conținut pedagocic, în presa vremii. De numele lui se leagă și reorganizarea învățământului în școlile confesionale greco-catolice și în special a celor de pe teritoriul fostului Regiment I grăniceresc român, în care scop la cererea Blajului, întocmește un proiect de programă analitică pentru acestea, care s-a discutat cu prilejul conferințelor învățătorești din vara anului 1864.
Considerat drept „un bărbat încărunțit în cariera învățătorească și rutinat în ramurile științei pedagogice” el a făcut parte și din primul Comitet administrativ al Fondului școlastic al fostului Regiment grăniceresc român, militând totodată la forurile superioare bisericești blăjene pentru redeschiderea Preparandiei din Orlat.
A murit la 62 de ani în vara anului 1866, pe 16 august, și este înmormântat la Orlat.

## Petru Florianu

Protopopul greco-catolic Petru Florianu
Protopopul greco-catolic Petru Florianu și soția Ana
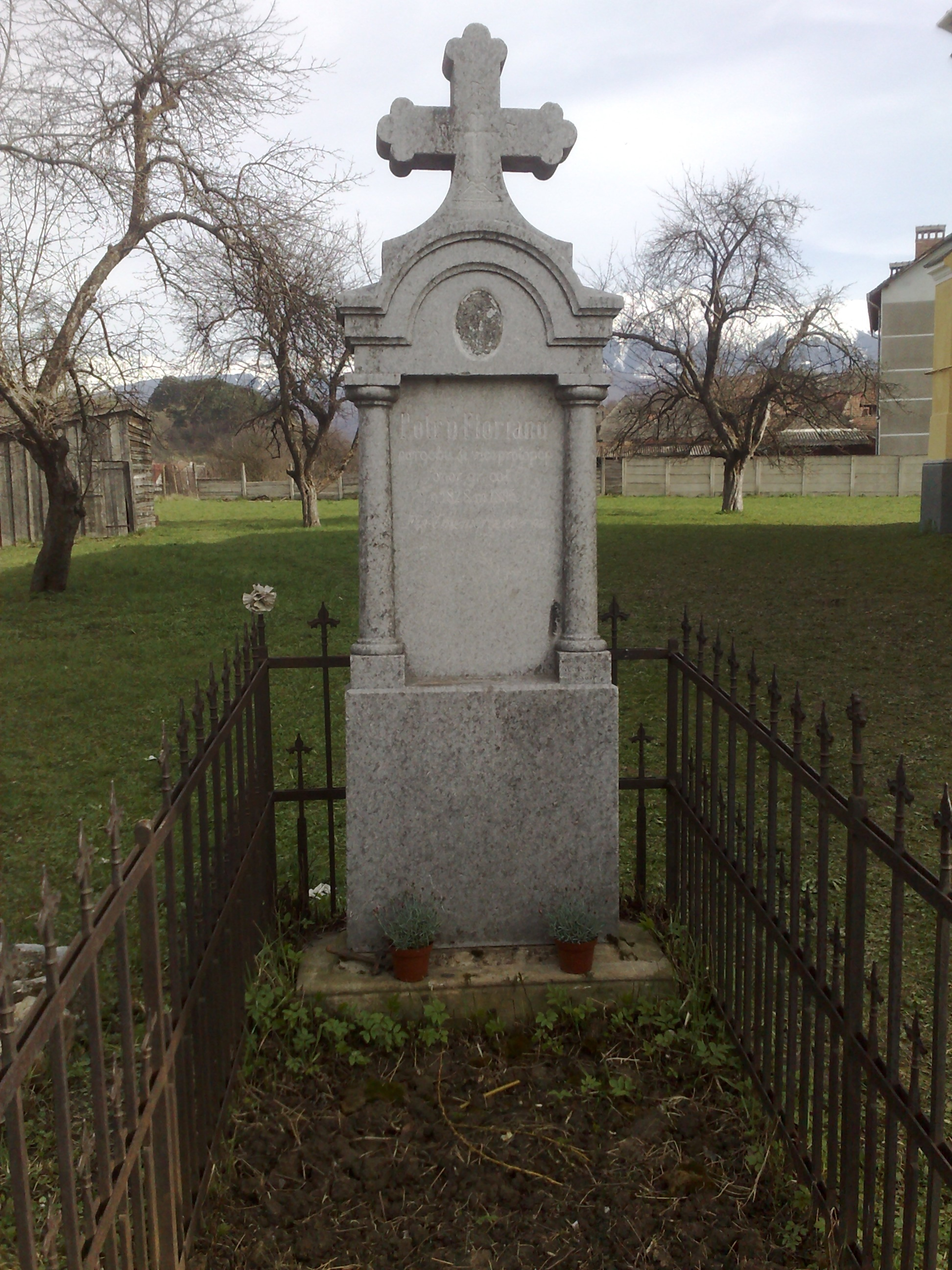
Mormântul lui Petru Florianu din curtea bisericii

## Petru Florianu zis Pătruț

Pătruț Florianu

## Traian Florianu

Cancelistul Traian Florianu și familia

## Valeriu Florianu

Protopopul greco-catolic Valeriu Florianu
Mausoleul familiei Florianu în cimitirul din Racovița
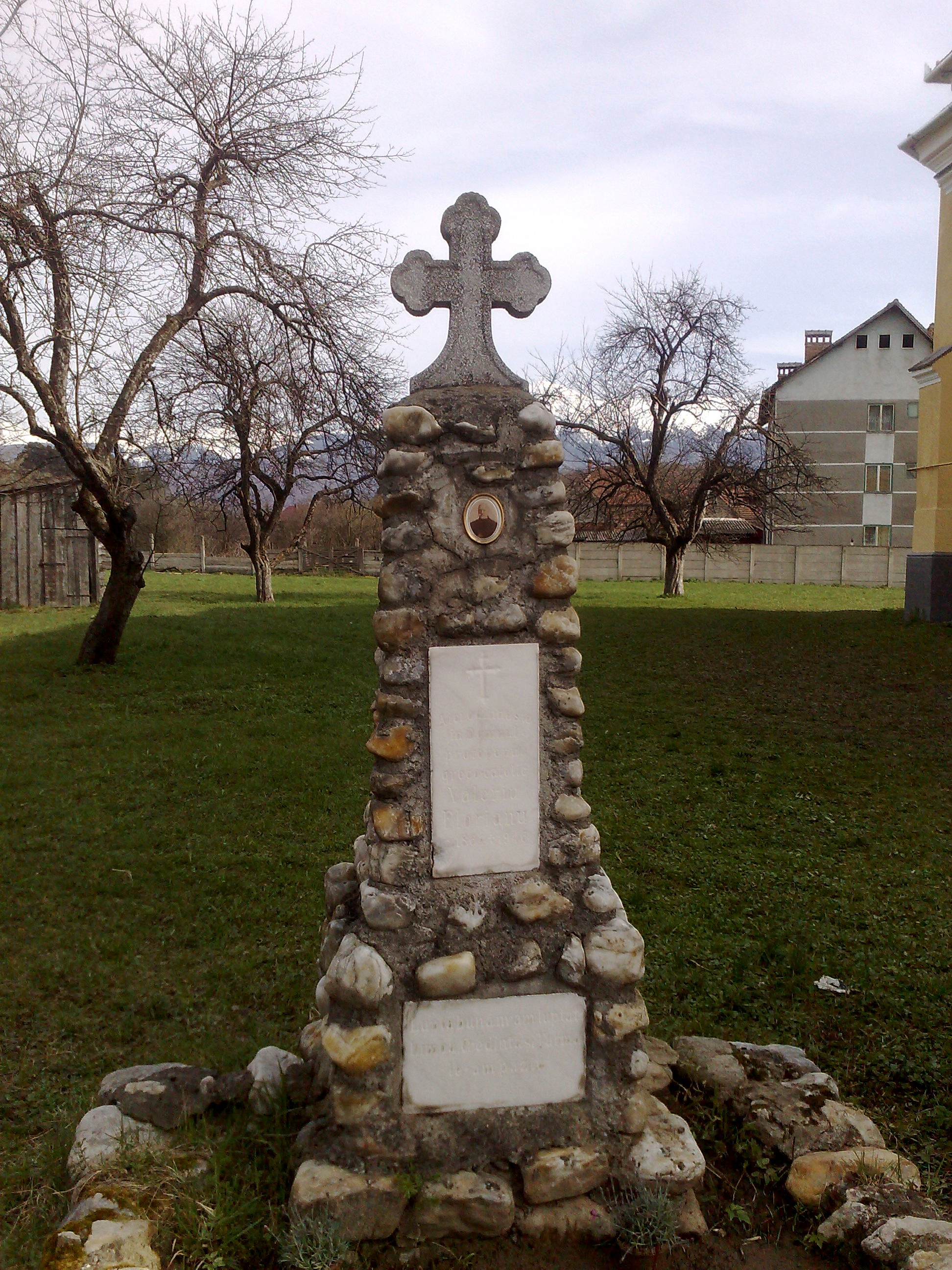
Crucea funerară de la mormântul protopopului Valeriu Florianu
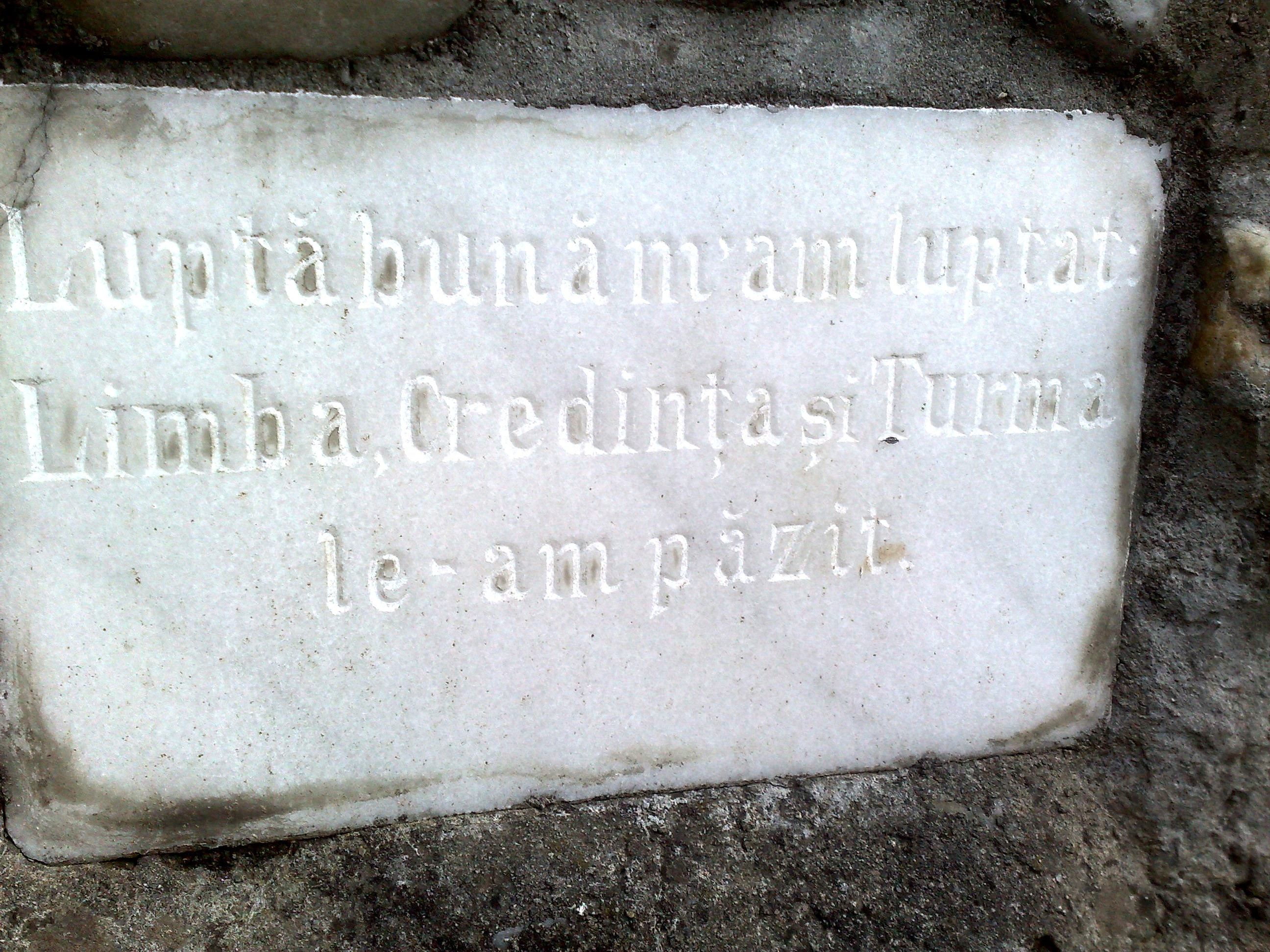
Motto

## Cornel Lupea

Cornel Lupea